# Ermida de Nossa Senhora das Trevas
A Ermida de Nossa Senhora das Trevas era um antigo templo, que se encontrava junto à saída sul da vila da Chamusca, na quinta do mesmo nome. Apesar de a sua fundação ser desconhecida, sabe-se que a ermida era muito antiga, havendo indícios de que o local tinha tradições romanas. Popularmente, a origem da ermida era explicada por uma lenda (a Lenda de Nossa Senhora das Trevas) que relata a aparição da Virgem numa das oliveiras daquele local, durante uma tempestade, em resposta às preces de um viajante. Diz-se que mais tarde, já passada a tempestade, foi encontrada na mesma oliveira uma imagem da Virgem e outra de S. Pedro, tendo a primeira sido então colocada na pequena ermida.
Do passado da ermida, sabe-se que esta já existia em 1695 e que pertenceu à Colegiada de Santa Maria da Alcáçova, de Santarém. Mais tarde, a posse do templo passaria para a Santa Casa da Misericórdia da Chamusca. Em 1766, eram motivo de preocupação os frequentes encontros amorosos que nela se davam, devido à ausência de um ermitão. Em 1808, no decorrer da primeira invasão francesa, as tropas de Junot confiscaram-lhe uma lâmpada.
Em 1847, a Misericórdia decidiu encerrar a ermida devido a esta já não se encontrar capaz para o culto, o que, alegadamente, não correspondia à realidade. Ao último capelão, o Padre Manuel Francisco Martinho, foi oferecida a capelania da Igreja de S. Pedro, que ele recusou. A ermida acabaria por ser profanada ainda nesse mesmo ano.
A imagem que servia de orago à ermida tinha cerca de três palmos de altura e era feita de barro ou de gesso, quase preto, estando representada a Virgem com o Menino Jesus ao colo e com três rosas brancas na sua mão direita. Na actualidade, já pouco resta do antigo edifício da ermida, embora nos anos 30 do século XX ainda as paredes exteriores se encontrassem de pé, com a cruz colocada no alto da frontaria.